# 슬림 휘테커

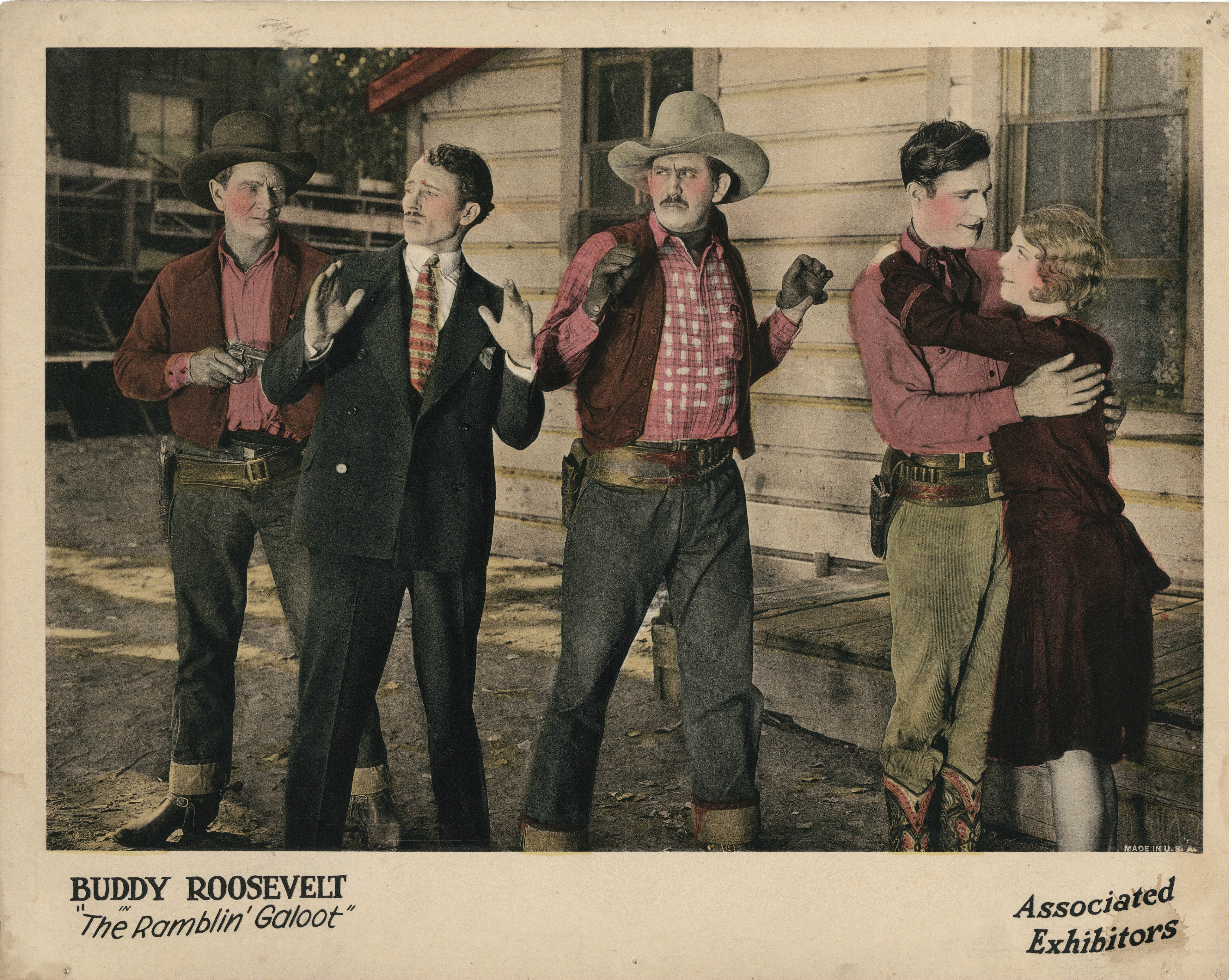

슬림 휘테커(Slim Whitaker, 1893년 7월 29일 ~ 1960년 6월 27일)는 미국의 배우이다.
캔자스시티에서 태어났으며 로스앤젤레스에서 사망하였다. 사인은 심근 경색이다.

## 영화
- 매드 몬스터 (1942년)
- 멜로디 랜치 (1940년)
- 돌아온 론 레인저 (1939년)
- 론 레인저 (1938년)
- 쉐인 온, 하베스트 문 (1938년)
- 조로 - 볼드 카발레로 (1936년)
- 제너럴 스팬키 (1936년)
- 썬더링 허드 (1933년)
- 돈 트레일 (1930년)
- 도둑 맞은 목장 (1926년)